# IPhone-kiegészítők
Az iPhone okostelefonhoz számos az Apple és más gyártók által előállított kiegészítő érhető el.

## EarPods
Az Apple EarPods fülhallgatókat (melyeket 2012. szeptember 12-én mutattak be) elsőként az iPhone 5 tartozékaként szállították. Az EarPods headsetként is funkcionál, része egy távvezérlő egység és egy mikrofon is. Más típusait szállították az iPod Touch eszközökhöz (mikrofon nélkül) és a hetedik generációs iPod Nano eszközökhöz (szintén mikrofon nélkül). Az EarPods fülhallgatókat önálló termékként is értékesítik. Gyártásuk Vietnámban történik.
Az eszköz rendelkezik egy vezérlőegységgel, amely lehetővé teszi a felhasználó számára, hogy beállítsa a hangerőt, irányítsa a zene- és videólejátszást, illetve a vezérlővel és mikrofonnal is felszerelt változat segítségével a telefonhívásokat is kezelheti, egyes eszközökön pedig hangvezérlésre is használható. A támogatott iPod, iPhone és Mac modelleknél lehetőség van hangrögzítésre is az EarPods segítségével. Az eszköz működésében a tapasztalatok szerint a nedvesség komoly problémákat okozhat.

## AirPods
A nagysikerű és világszerte elismert Apple EarPods fülhallgatók továbbfejlesztését a bemutató után 5 évvel elvállalta az Apple és a kornak valamint a technikai irányzatnak megfelelő szellemben vezeték nélküli, Bluetooth szabvánnyal üzemelő utódot tervezett neki. A terméket az iPhone 7 bemutatátásával egy időben jelentették be. Azonban kereskedelmi forgalomba csak 2017-ben vezette be az Apple, a technikai paraméterek finomítása után.

## Tokok
Az iPhone készülékekhez számos különféle típusú tok érhető el. Ezek elsődleges funkciója, hogy a készüléket megvédjék a fizikai sérülésektől, nedvességtől, emellett azonban számos egyéb funkcióval is rendelkezhetnek.
Az Apple hivatalosan először az iPhone 5c okostelefonokhoz gyártott tokokat, amelyeket hat különféle színben (fekete, fehér, pink, sárga, kék és zöld) értékesítettek. A tokokon egy lyuk található, amely láthatóvá teszi az iPhone hátlapjának színét is (az iPhone 5C öt különféle színben elérhető), így 30 különféle színkombináció hozható létre.
Az alapvető biztonsági funkciók biztosítása mellett esztétikai szempontokat is figyelembe lehet venni. Különböző online szolgáltatások akár perszonalizálható egyedi tokok készítésére is adnak lehetőséget. Mindezek mellett a tokok más rendeltetéssel is bírhatnak. Elérhető például számos olyan típus, amely saját feltölthető akkumulátorral és megfelelő csatlakozókkal rendelkezik, így hordozható külső akkumulátorként funkcionál. Az akkumulátoridőt meghosszabbítására irányuló igényt, többek között az Apple is felismerte ezért 2015 decemberében bemutatta saját megoldását az Apple Smart Battery Case-t. Léteznek olyan tokok is, amelyek beépített billentyűzettel rendelkeznek.

## Dokkoló
Az Apple okostelefonjaihoz elérhetőek különféle dokkolók, amelyek legfontosabb funkciói elsősorban az akkumulátor töltése és a kihangosítás.
A dokkolók az iPhone ötödik generációjától kezdve a telefonokhoz hasonlóan már Lightning csatlakozóval rendelkeznek, valamint audio kimenettel - az új típusú dokkolókat 2013. szeptember 10-én jelentették be. A bemeneti Lightning csatlakozó az Apple által gyártott eszközök hátulján, míg a kimeneti csatlakozó a tetején található. Az iPhone 5 és 5s készülékekre külön dokkolót adtak ki, illetve egy az iPhone 5c-re optimalizált változatot is. A tokban tartott iPhone-okkal ezek a dokkolók nem kompatibilisek.

## Kompatibilitás
Mivel a különféle iPhone generációk, illetve más Apple termékek (iPod, iPad) között léteznek technikai különbségek, a különféle tartozékok és kiegészítők nem kompatibilisek minden Apple-eszközzel. A kompatibilitás még akkor is kérdéses lehet, ha a csatlakozók látszólag illeszkednek - elsősorban a nem hivatalos gyártók által előállított kiegészítőkkel kapcsolatban jelentkeznek kompatibilitási problémák.
Azokat a kiegészítőket és tartozékokat, melyeket kifejezetten az Apple eszközeivel való használatra terveztek, címke jelöli. Az iPhone-kompatibilis eszközök esetében a címkén a "Made for iPhone" felirat olvasható.

## Fordítás
Ez a szócikk részben vagy egészben  az   iPhone accessories című angol Wikipédia-szócikk ezen változatának fordításán alapul.  Az eredeti cikk szerkesztőit annak laptörténete sorolja fel. Ez a jelzés csupán a megfogalmazás eredetét és a szerzői jogokat jelzi, nem szolgál a cikkben szereplő információk forrásmegjelöléseként.